# Tadeusz Błotnicki

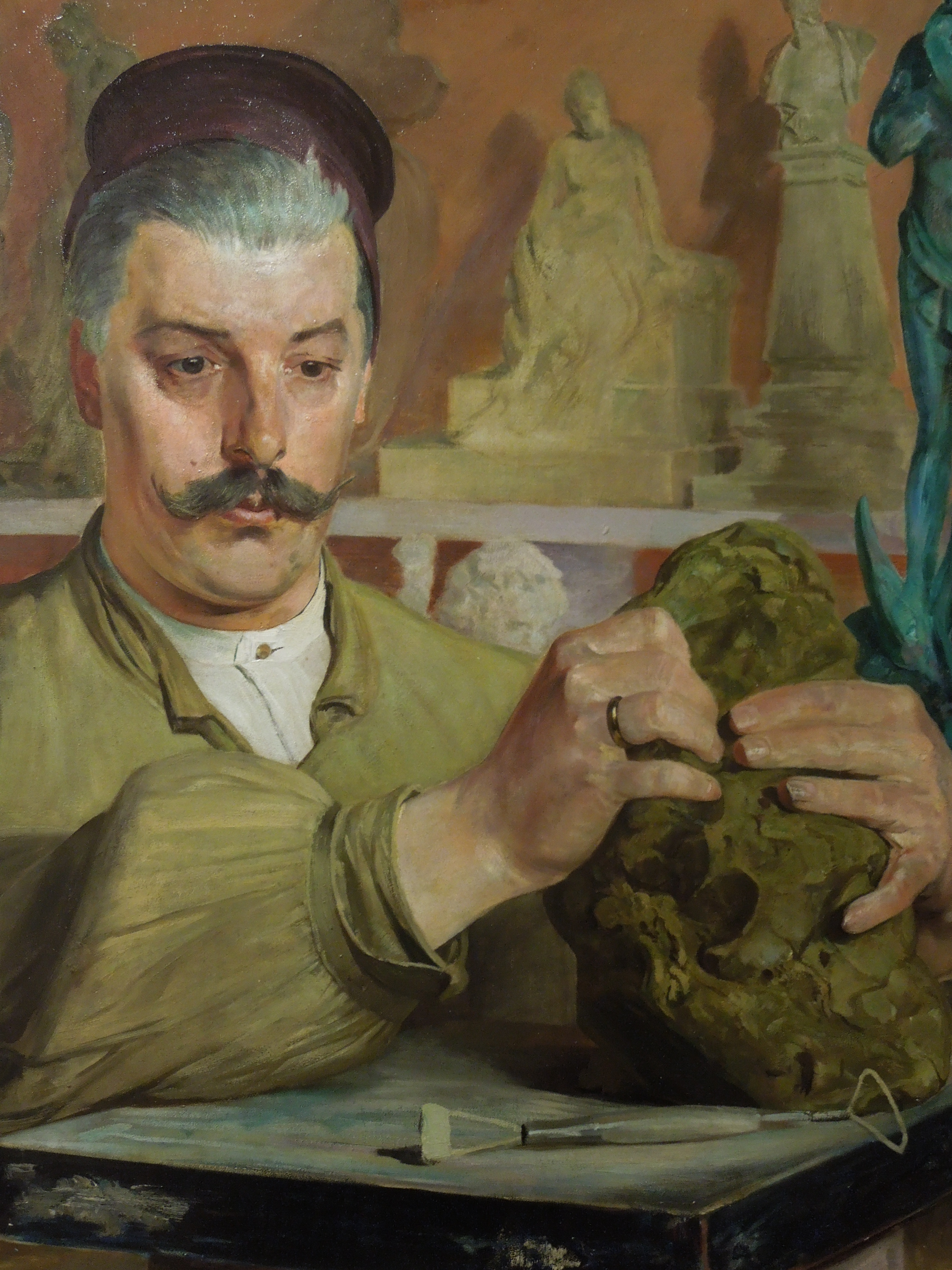
Portret Tadeusza Błotnickiego autorstwa Jacka Malczewskiego

Tadeusz Błotnicki herbu Doliwa (ur. 8 października 1858 we Lwowie, zm. 28 marca 1928 w Krakowie) – polski rzeźbiarz, kostiumolog, wykładowca.

## Życiorys
Był synem Edwarda Błotnickiego (ur. 9 stycznia 1830 w Tarnowie, zm. 28 maja 1880 we Lwowie, dziennikarz i rysownik) oraz Laury Zofii z domu Hurkiewicz (ur. 1832 we Lwowie, córka Jana 1798-1861 i Franciszki z Böhmów 1806-1864). Dzieciństwo i lata szkolne spędził we Lwowie. Pierwsze nauki rysunku pobierał u Jędrzeja Grabowskiego i rzeźbiarza Parysa Filippiego. W latach 1875–1877 studiował w krakowskiej Szkole Sztuk Pięknych u Marcelego Guyskiego, a następnie w latach 1877-1879 w Akademii Sztuk Pięknych w Wiedniu pod kierunkiem Kaspara Zambuscha. Po otrzymaniu stypendium w 1879 wiedzę uzupełniał w Paryżu i Monachium. Na wieść o śmierci ojca w 1880 wrócił do Lwowa. Dla cerkwi św. Jura rzeźbił posąg papieża Piusa IX. Za namową Karola Lanckorońskiego w 1881 wyjechał do Włoch na dalsze studia. We Florencji zaprzyjaźnił się z Teofilem Lenartowiczem, w jego pracowni tworzy popiersia Adama Mickiewicza oraz głowę Chrystusa w marmurze, chwaloną przez Wojciecha Gersona, a dziś znaną z reprodukcji terakotowej. W 1893 wykonał popiersie w brązie św. Ignacego Loyoli, nagrodzone srebrnym medalem na wystawie we Lwowie w 1894.  W październiku 1907 został kierownikiem katedry rzeźby i ornamentyki na Politechnice Lwowskiej, zastępując wyjeżdżającego prof. Antoniego Popiela. W 1910 powrócił do Krakowa i przez kolejnych sześć lat wykładał kostiumologię w szkole dramatycznej w Krakowie. Z braku podręcznika opracowuje Historię kostiumów i haftów zachowaną w rękopisie, natomiast w 1930 na jej podstawie zostaje wydany w Krakowie Zarys historii ubiorów z uwzględnieniem haftów.
Obracał się w kręgach artystycznych przedwojennego Krakowa, znał się z Gabrielą Zapolską, która uwieczniła go jako rzeźbiarza Wodnickiego w swojej powieści Kaśka Kariatyda i z Jackiem Malczewskim. Był dwukrotnie żonaty: z aktorką Walerią Solecką (zm. 1889) oraz Marią Parvi, kuzynką Stanisława Wyspiańskiego.
Zmarł 28 marca 1928 w Krakowie. Został pochowany na cmentarzu Rakowickim 30 marca 1928, w kwaterze W, na grobowcu znajduje się medalion z autoportretem artysty.

## Dzieła
Był autorem wielu rzeźb i popiersi w Krakowie:
- pomnika Michała Bałuckiego stojącego na Plantach z 1911
- popiersia Stanisława Konarskiego na bramce kościoła Pijarów oraz wewnątrz kościoła
- popiersia Feliksa Księżarskiego na Pałacu Sztuki od strony Plant z 1901
- alegorii Poezji, Dramatu i Komedii na Teatrze Słowackiego
- popiersia upamiętniającego Mariana Raciborskiego w Ogrodzie Botanicznym w Krakowie
- pomników nagrobnych Mikołaja Zyblikiewicza, Marcelego Guyskiego, Antoniny Rożniatowskiej, Oskara Kolberga oraz plakiety (autoportretu) na grobowcu własnym (rodziny Błotnickich) na cmentarzu Rakowickim
- figury świętego Józefa w kościele Kapucynów

oraz
- pomnika Adama Mickiewicza w Stanisławowie (1898)
- pomnika Adama Mickiewicza w Tarnowie (1900)
- pomnika Adama Mickiewicza w Wieliczce (1903)
- pomnika Tadeusza Kościuszki w Jaśle (1906)
- Tadeusza Kościuszki w Samborze[4]
- pomnika Franciszka Smolki we Lwowie (1913)
- pomnika św. Elżbiety na fasadzie kościoła św. Elżbiety we Lwowie
- popiersia Naczelnika Józefa Piłsudskiego w Przemyślu (1921)[5]
- ostatnią pracą był pomnik Marszałka Józefa Piłsudskiego dla Przemyśla
- popiersia Jana Dobrzańskiego, które w 1884 ofiarował Towarzystwu «Sokół»[6]
- dwóch figur dla bramy triumfalnej na Zamku we Lwowie podczas przyjazdu cesarzewicza Rudolfa w lipcu 1887[7].
- relikwiarzyk bł. Jakub Strepy (1910)[8]

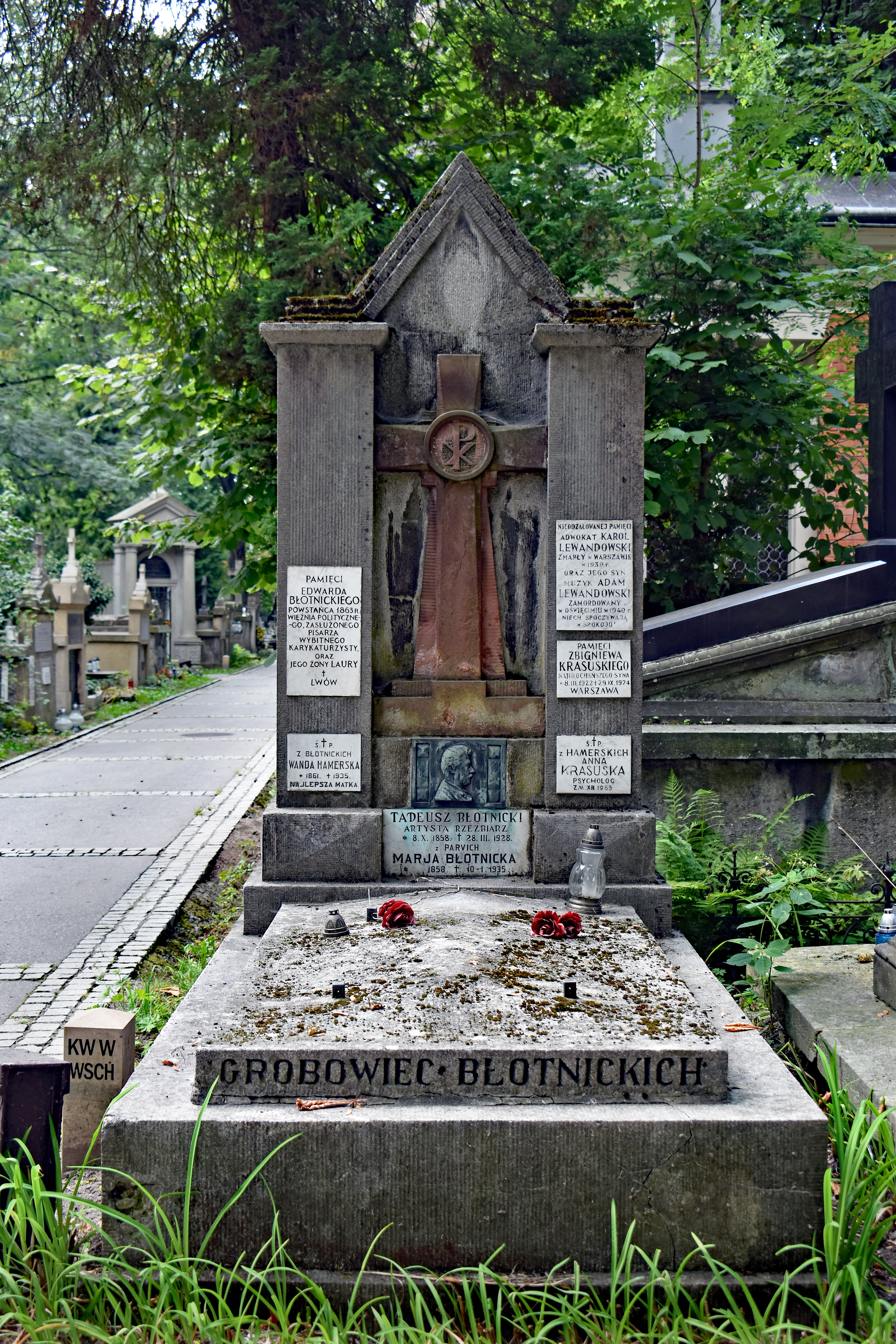
Grobowiec T. Błotnickiego na cmentarzu Rakowickim
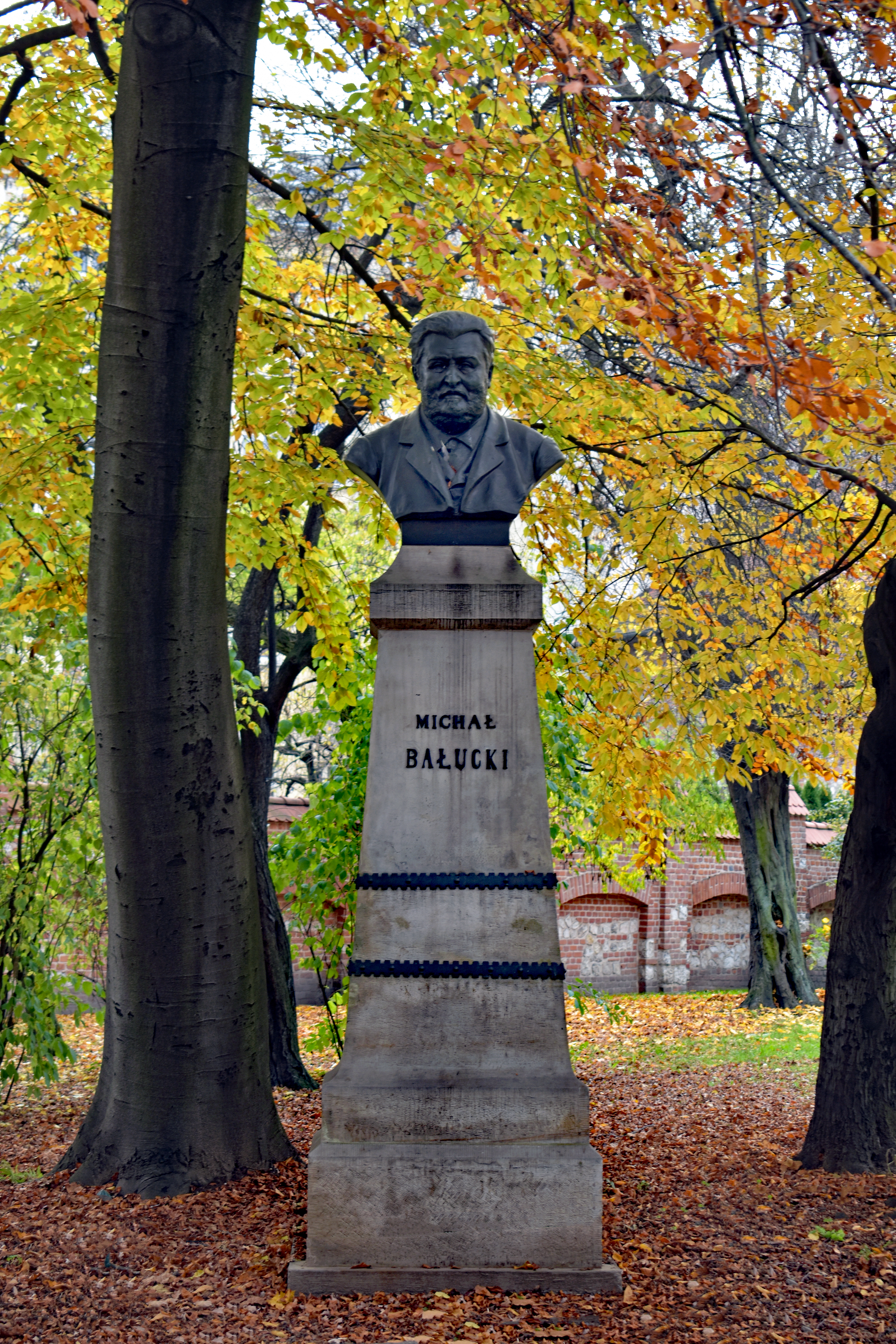
Pomnik Michała Bałuckiego Kraków, Planty
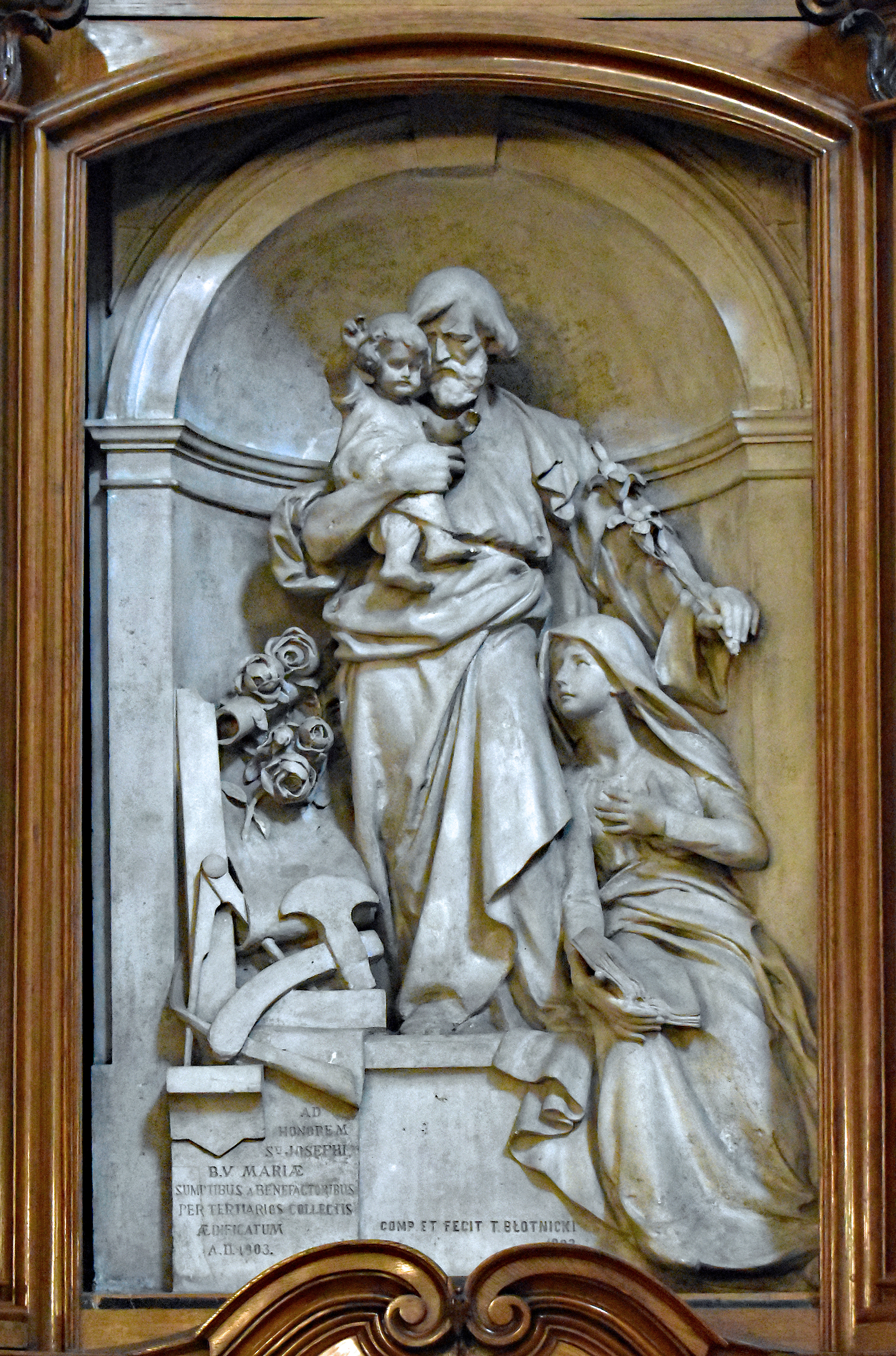
Św. Józef z Dzieciątkiem (1903) Kraków, kościół kapucynów boczny ołtarz
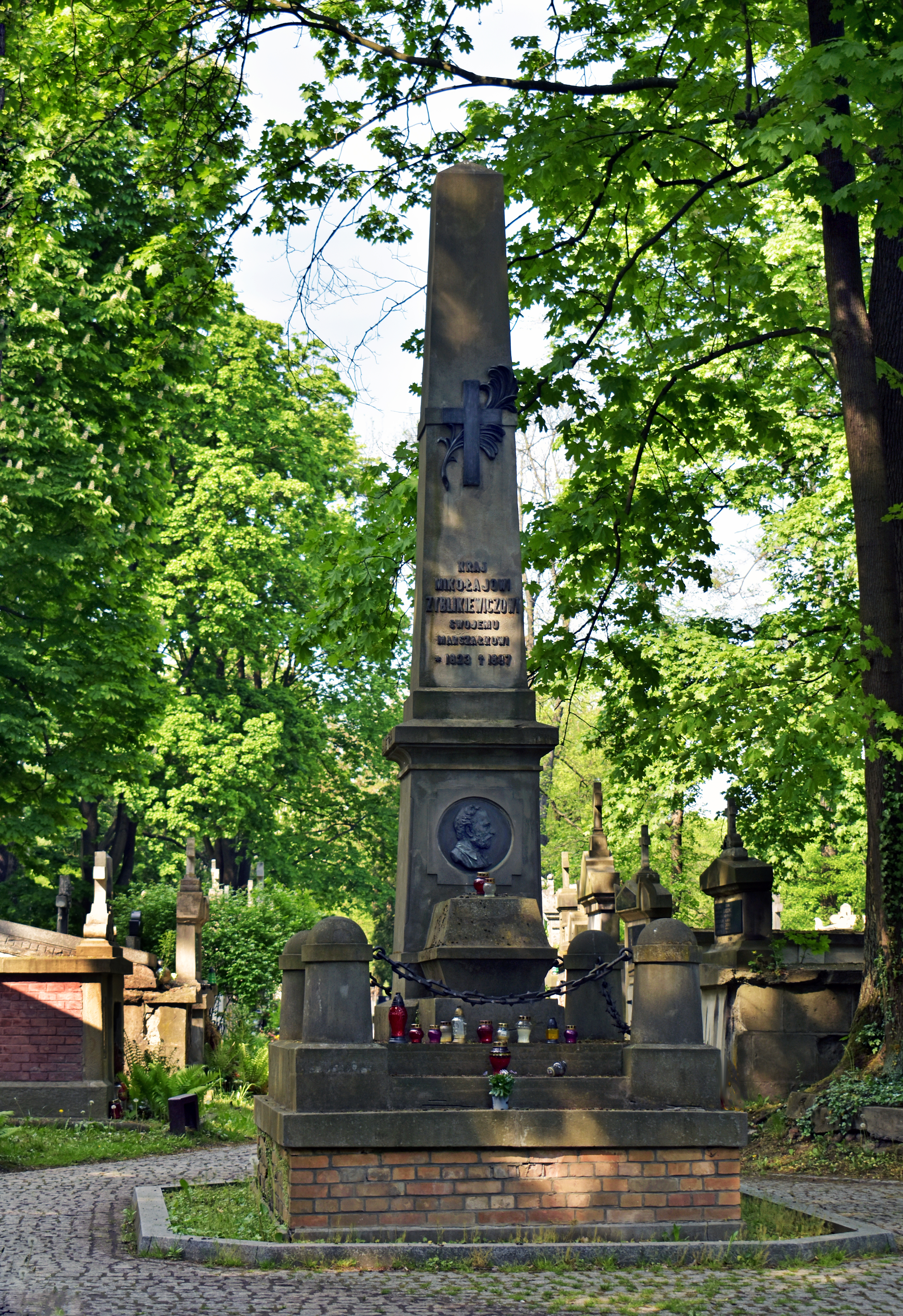
Grób Mikołaja Zyblikiewicza Kraków, Cmentarz Rakowicki
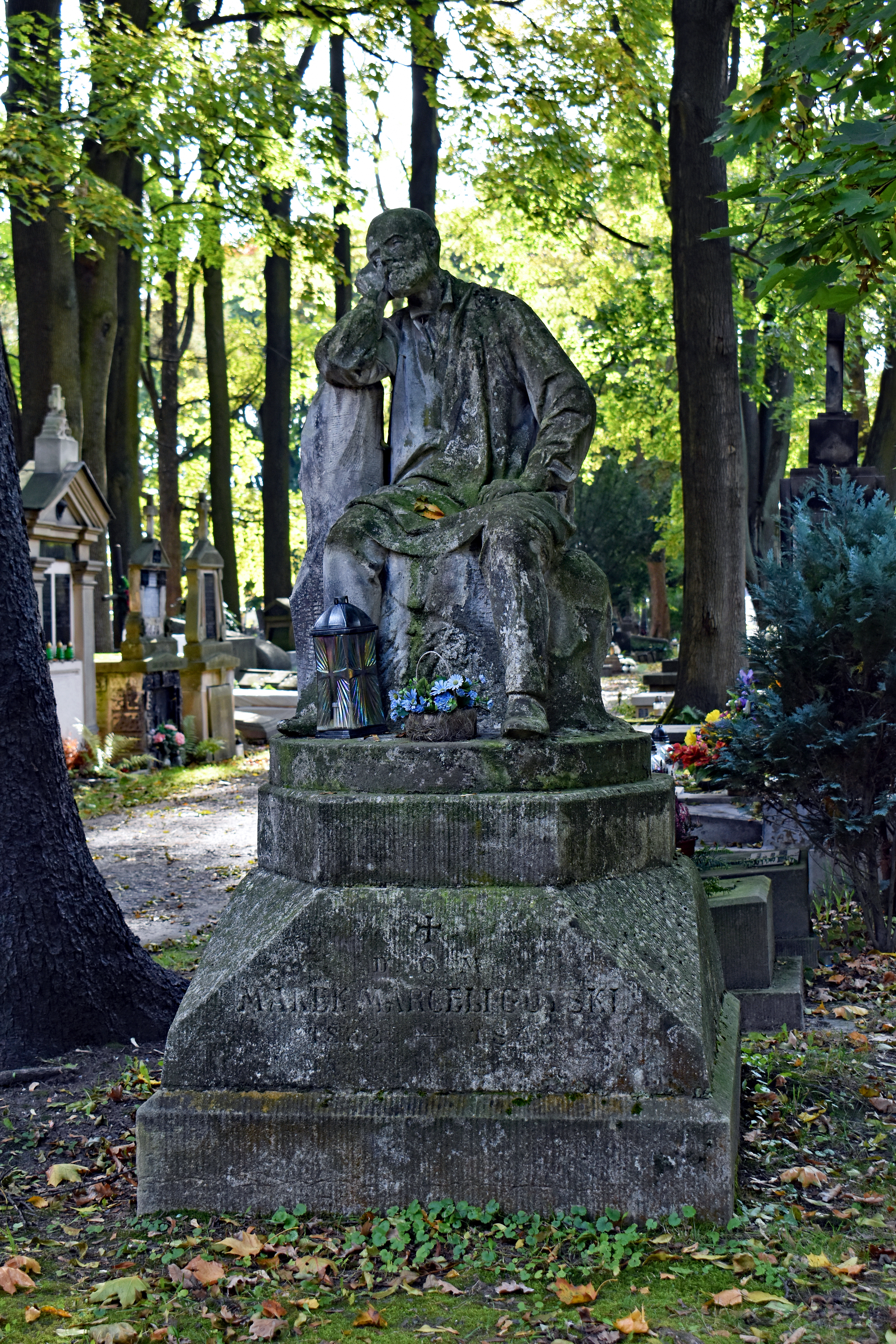
Grób Marcelego Guyskiego Kraków, cmentarz Rakowicki
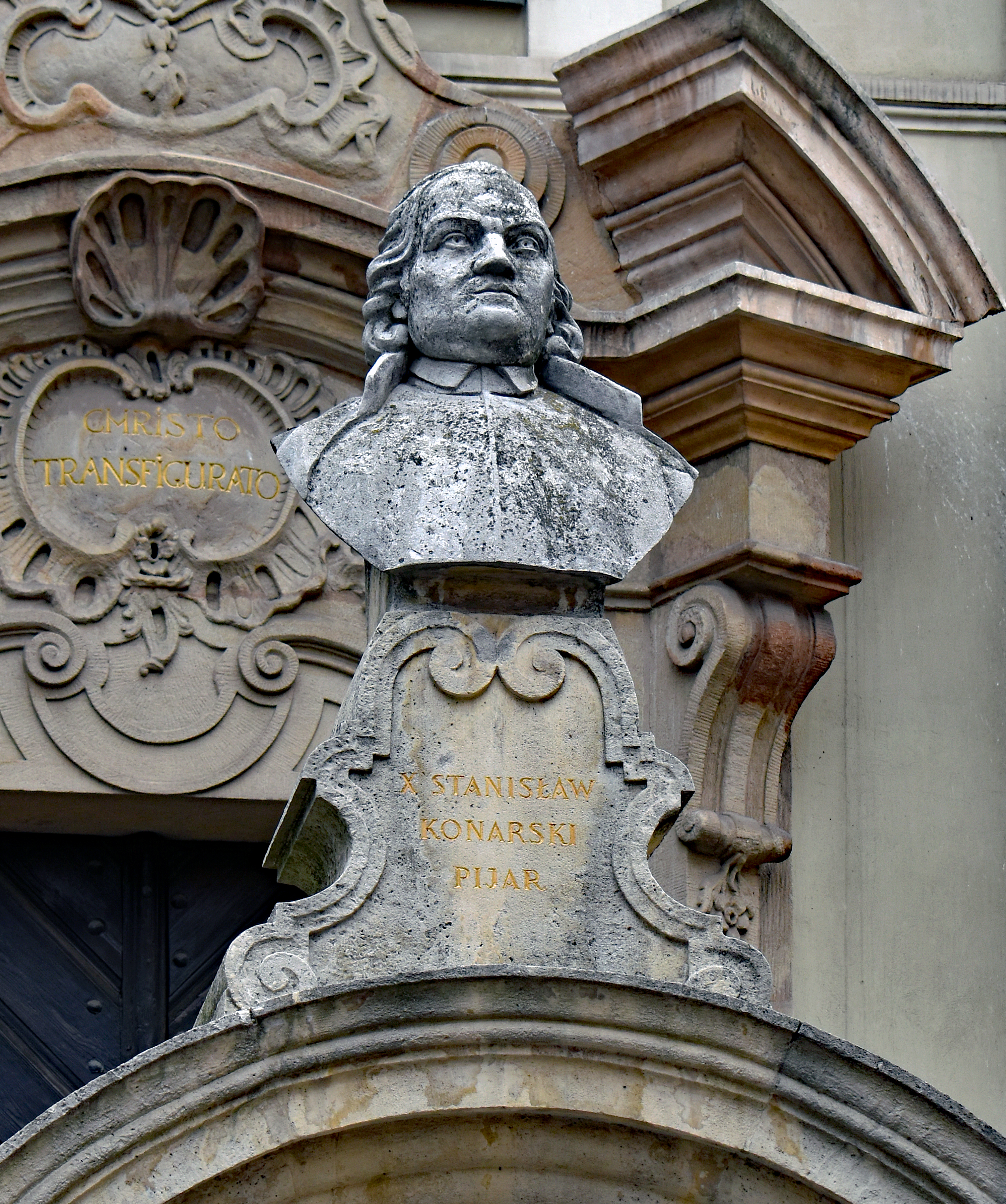
Popiersie Stanisława Konarskiego Kraków, kościół pijarów
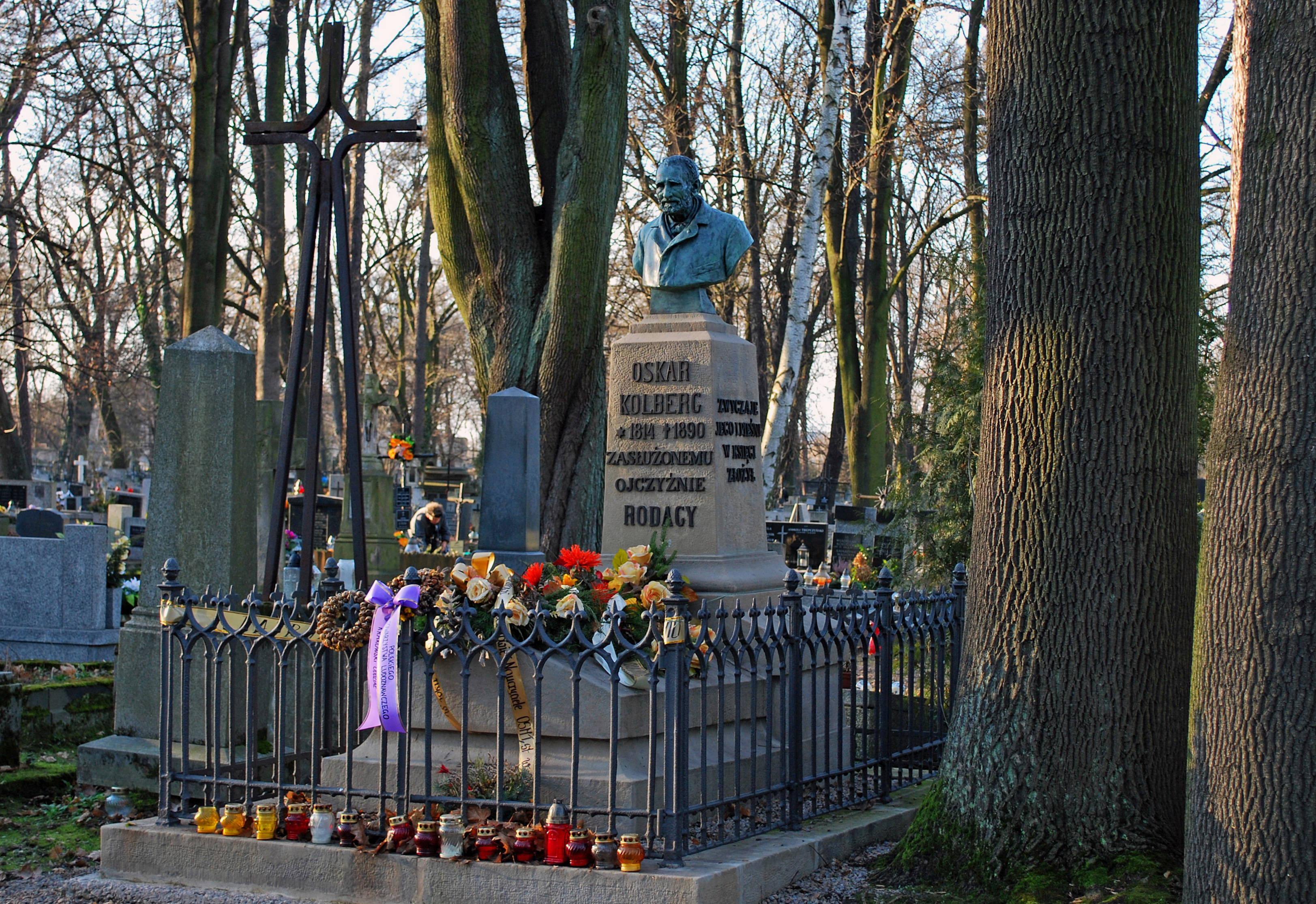
Grób Oskara Kolberga Kraków, cmentarz Rakowicki
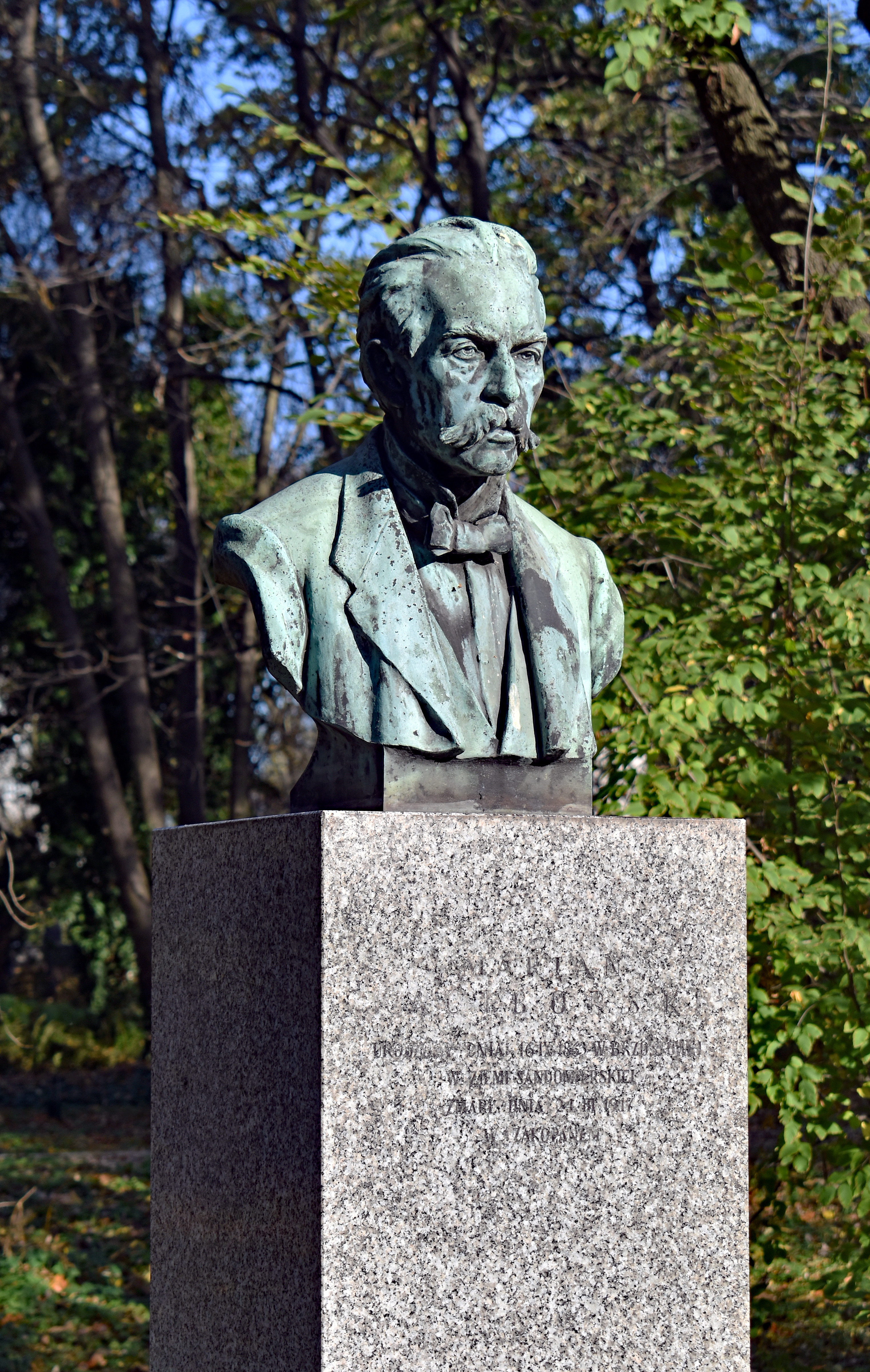
Pomnik Mariana Raciborskiego Kraków, Ogród Botaniczny UJ
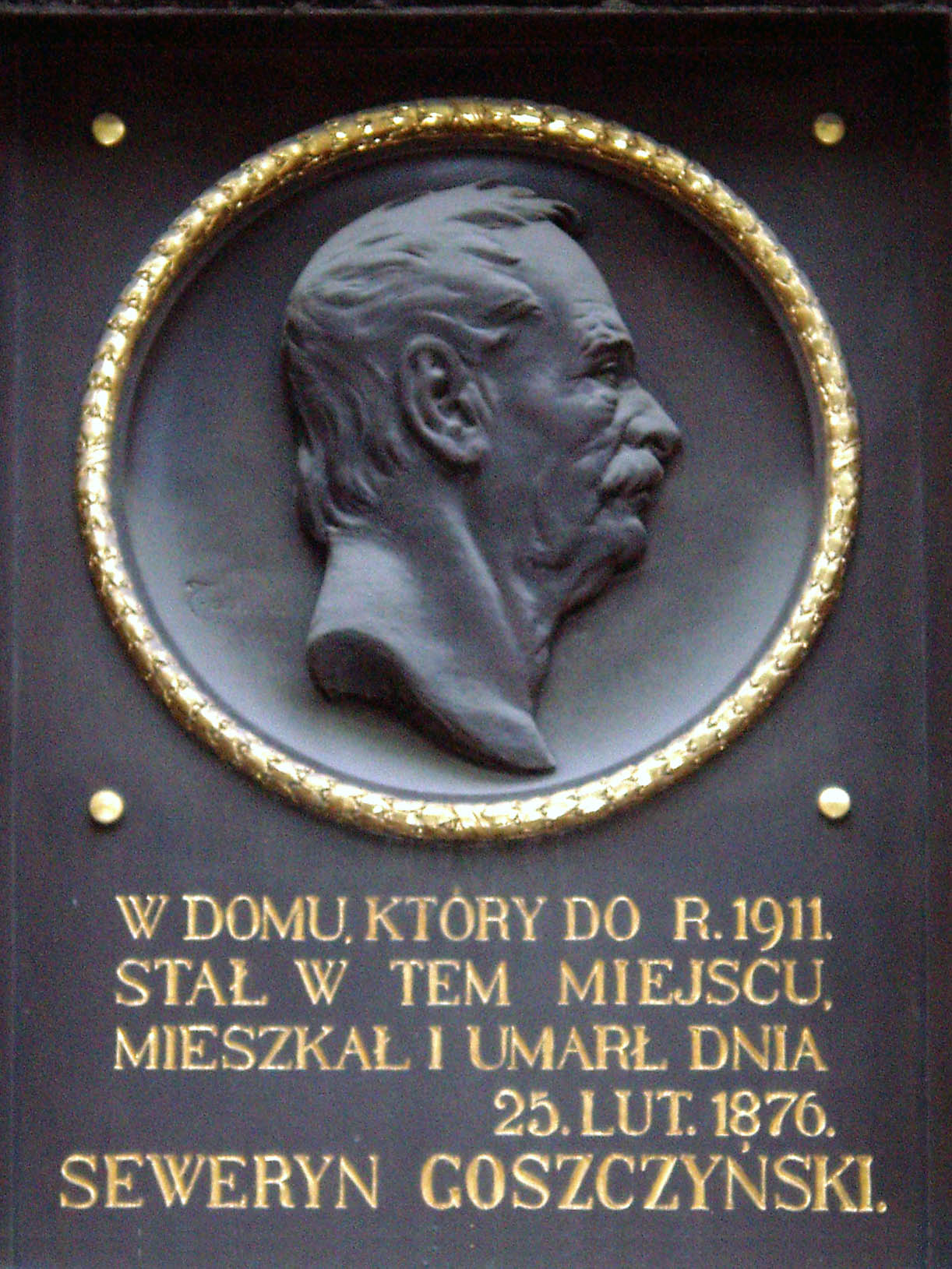
Tablica upamiętniająca Seweryna Goszczyńskiego Lwów, ul. Fredry 2
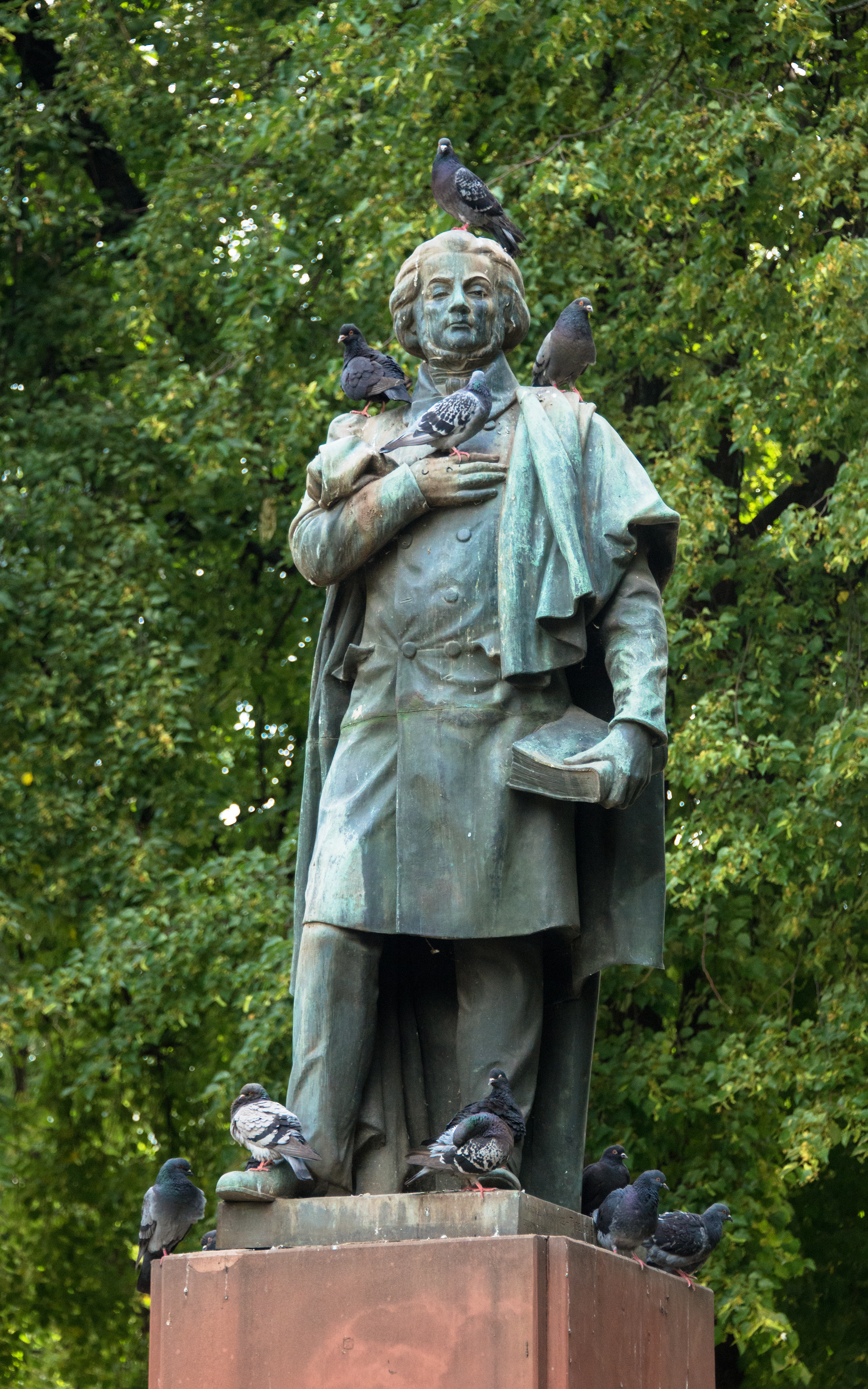
Pomnik Mickiewicza Stanisławów